# Vårgårda WestSweden
Vårgårda WestSweden (bis 2014: Open de Suède Vårgårda) war eine schwedische Straßenradsportveranstaltung für Frauen, die von 2006 bis 2019 in der Gemeinde Vårgårda ausgetragen wurde.
Die Veranstaltung bestand aus zwei Rennen, dem Straßenrennen Vårgårda WestSweden RR sowie dem 2008 hinzugekommenen Teamzeitfahren Vårgårda WestSweden TTT. Zwischen den beiden Rennen lag in der Regel ein Tag Pause.
Die Rennen zählten zum Rad-Weltcup der Frauen und wurden im Jahr 2016 in den Kalender der neu eingeführten UCI Women’s WorldTour aufgenommen.
Die Austragungen des Jahres 2020 wurden wegen der COVID-19-Pandemie abgesagt. Im Folgejahr fiel die Veranstaltung aufgrund finanzieller Probleme aus. Ende Januar 2023 teilte der Veranstalter Vårgårda CK mit, dass die Rennen aufgrund nicht erfüllbarer Anforderungen der UCI und schwedischer Behörden ausfallen.